# Hans Spanheimer
Hans Spanheimer (født 15. april 1918) var en dansk atlet og journalist på den nazistiske avis Fædrelandet.
Han blev døbt Hans Erich Spanheimer i Skt. Petri Kirke i København 23. juni 1918. Hans forældre var tyske, faderen var trykkerifaktor ved dagbladet Politiken, Johann Ludwig Spanheimer, født 4. august 1885 i Würzburg, der kom til Danmark i 1912 og døde i august 1942 og moderen var Anna Emma, født Schug, 27. marts 1891 i Plauen i Vogtland. Han havde da 2 ældre brødre begge født i Tyskland, Edgar født 1909 og Rolf født 1912, og familien var på daværende tidspunkt bosiddende på Godthåbsvej 10, 3. sal. En yngre bror Heinz, blev født i 1935.
Familien var i 1940 bosiddende på Grøndalsvej 11 på Frederiksberg, hvor Hans Spanheimer var opført som kemigrafsvend ved dagbladet Politiken. Ejendommen blev i 1968 solgt af de fire brødre, herunder kontorchef Hans Erik Spanheimer.

## Atletikkarriere
Han deltog i ungdomslejren ved olympiaden i Berlin 1936 og bidrog samme år med et helt kapitel om ungdomslejren i Mr. Smiles bog "Olympiaden i Berlin 1936".
Spanheimer var medlem af Frederiksberg Idræts-Forening og vandt fem danske mesterskaber på 800 og 1500 meter. Han satte danske rekorder på 800 meter i 1940 (1,53,8), 1000 meter i 1941 (2,28,2) og 1500 meter i 1941 (3,57,0).

### Danske mesterskaber
- Guld 1940 800 meter 1,55,0
- Guld 1940 1500 meter 4,03,6
- Guld 1939 800 meter 1,58,3
- Guld 1939 1500 meter 4,09,0
- Sølv 1938 800 meter 1,57,6
- Guld 1938 1500 meter 4,01,0
- Bronze 1937 1500 meter 4,07,7
- Bronze 1936 1500 meter 4,07,0
- Guld 1936 4 x 400 meter 3,28,4

Sammen med nogle andre store danske sportsstjerner som Ragnhild Hveger stillede han under besættelsen op til idrætssamarbejde ud fra et positivt syn på besættelsesmagten..
Et eksempel var hans deltagelse i et indendørs atletikstævne i Deutschlandhalle i Berlin 16. marts 1941, der ifølge en udførlig foromtale i Fædrelandet ud over den tyske verdensrekordholder Rudolf Harbig (de) ville samle atletikfolk fra adskillige nationer, herunder et stærkt felt fra Italien og den norske mester Per Lie (no) samt fra Danmark Spanheimer, der på det tidspunkt arbejdede i Hannover, Svend Aage Thomsen og Harry Siefert.
Et andet eksempel var det dansk-norske atletikstævne 28. september 1941 på Bislett stadion i Oslo arrangeret af det nazificerede Norges Idrætsforbund (no). I dette stævne deltog fra Danmark et hold under ledelse af formanden for Dansk Atletik Forbund, nazisten Svend Jensen og bestående af Søren Nielsen (100 meter), Vagn Rasmussen (100 og 400 meter), Erik Jørgensen (800 meter), Hans Spanheimer (800 og eventuelt 1500 meter), F.I.F., Ernst Christensen (3000 meter) og Hans Neumann (kuglestød og diskoskast), K.I.F. Før stævnet fik de danske atleter overrakt et brev fra den anti-nazistiske, norske idrætsboykot (no) med følgende ordlyd: ”Hvis du har vilje og mod – som det sømmer sig for en fair idrætsmand og patriotisk dansker – så overlader vi det trygt til dig selv at afgøre, på hvilken måde du kan undgå at vanære dig selv. Du er måske kommet til Oslo ved en misforståelse, men endnu er du ikke på stadion. Husk, at dagens stævne ikke er damebridge. Bordet fanger, og regnskabets time kommer. Vil du stå blandt dem, som bærer Jernkorset, eller blandt dem, som har ren samvittighed og ære over for deres land og over for menneskeheden?” Pokalen fra Norges nazistiske idrætsminster Axel Stang (no) for stævnets bedste resultat tilfaldt Spanheimer for hans 800 meter, og han fik også idrætsministerens pokal for det bedste resultat i løb. 

## Journalistisk virke
Spanheimer var sammen med nazisten Børge Hansen sportsredaktør ved den nazistiske avis, Fædrelandet.
Ved en beslutning 14. maj 1945 i bestyrelsen for Journalistforbundet blev han sammen med 14 andre medarbejdere ved Fædrelandet, herunder sportsredaktør Børge Hansen og 9 andre medlemmer af DNSAP, ekskluderet af forbundet som følge af udøvelse af en i det offentlige omdømme skadelig virksomhed eller ved foretagelse af handlinger, der nedsætter dem i almindelig borgerlig agtelse.
Han blev arresteret umiddelbart efter befrielsen.